# رافائل گلوریو
رافائل گلوریو (انگلیسی: Raphael Glorieux; ۲۶ ژانویهٔ ۱۹۲۹ – ۱۹ اوت ۱۹۸۶) دوچرخه‌سوار اهل بلژیک بود.